# CA Ypiranga
CA Ypiranga is een Braziliaanse sportclub uit de stad São Paulo.

## Geschiedenis
De club werd op 10 juni 1906 opgericht door voormalige leden van SC Germânia. In 1909 werd de club lid van de voetbalbond en in 1910 speelde de club in de Campeonato Paulista. De club zou nooit de titel kunnen winnen, maar werd wel vicekampioen in 1913, 1935 en 1936. De Braziliaanse eerste voetballegende Arthur Friedenreich werd in 1914 en 1917 topschutter voor de club.
Na degradatie in 1958 trok de club zich terug uit het profvoetbal. Tegenwoordig is de club nog actief in het amateurvoetbal, maar ook in sporten als biljart, snooker, tennis, volleybal, squash en zwemmen.

## Bekende ex-spelers
- Pedro Grané
- Riberto